# 秋月茶室 (小說)
《秋月茶室》（英語：The Teahouse of the August Moon）是美國軍人小說家韋恩·斯內德的一本小說，1951年出版。以盟軍佔領下的沖繩為背景。

## 外部連結
- 百老匯網路資料庫（IDBD）上《秋月茶室（1953年戲劇）》的资料（英文）
- 互联网电影数据库（IMDb）上《秋月茶室（1956年電影）》的资料（英文）
- 百老匯網路資料庫（IDBD）上《可愛的女士們，先生們（1970年音樂劇）》的资料（英文）